# Лимаренко, Константин Христофорович

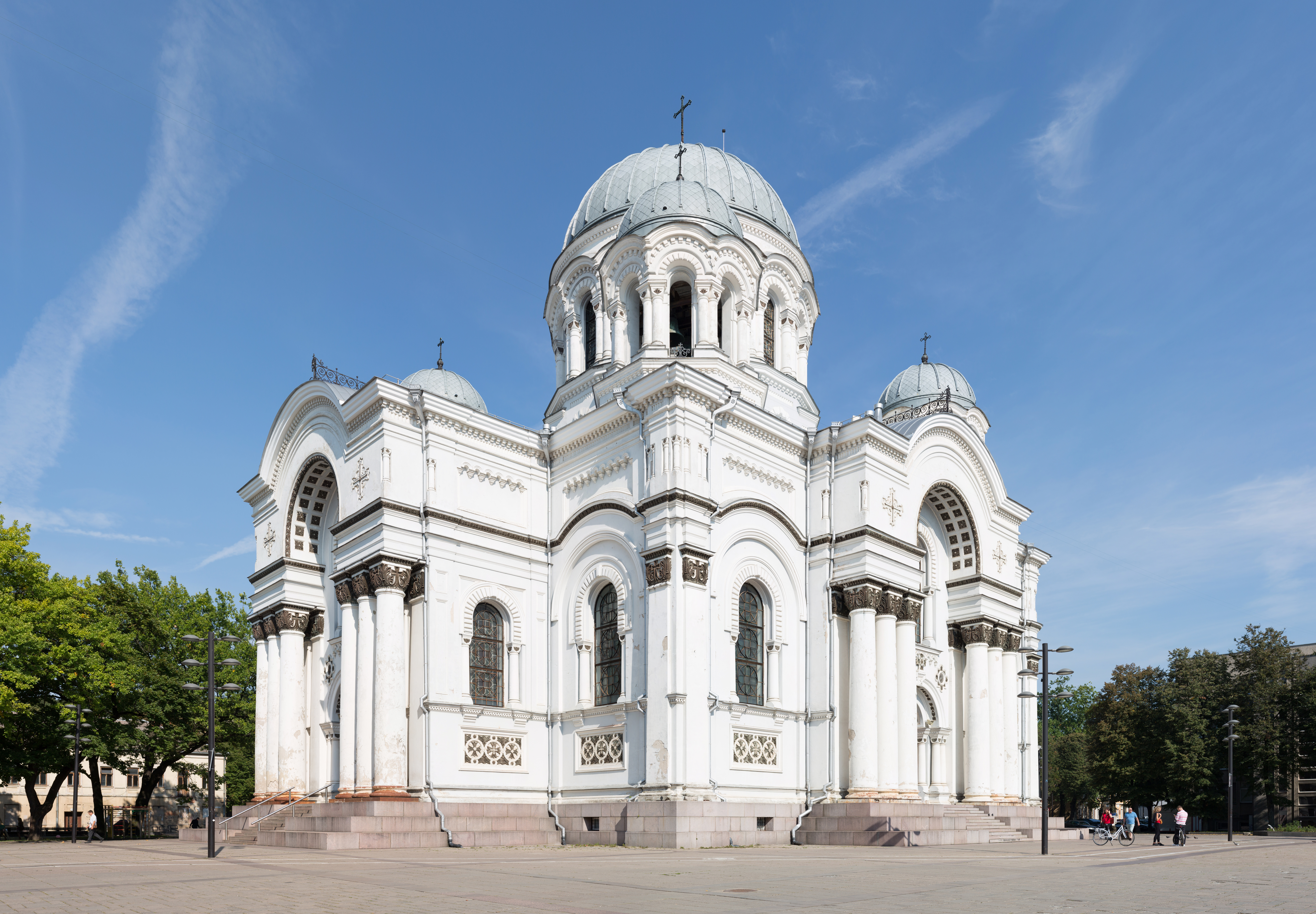
Петропавловский гарнизонный собор в Ковно (в настоящее время — католический собор Святого Михаила Архангела в Каунасе)

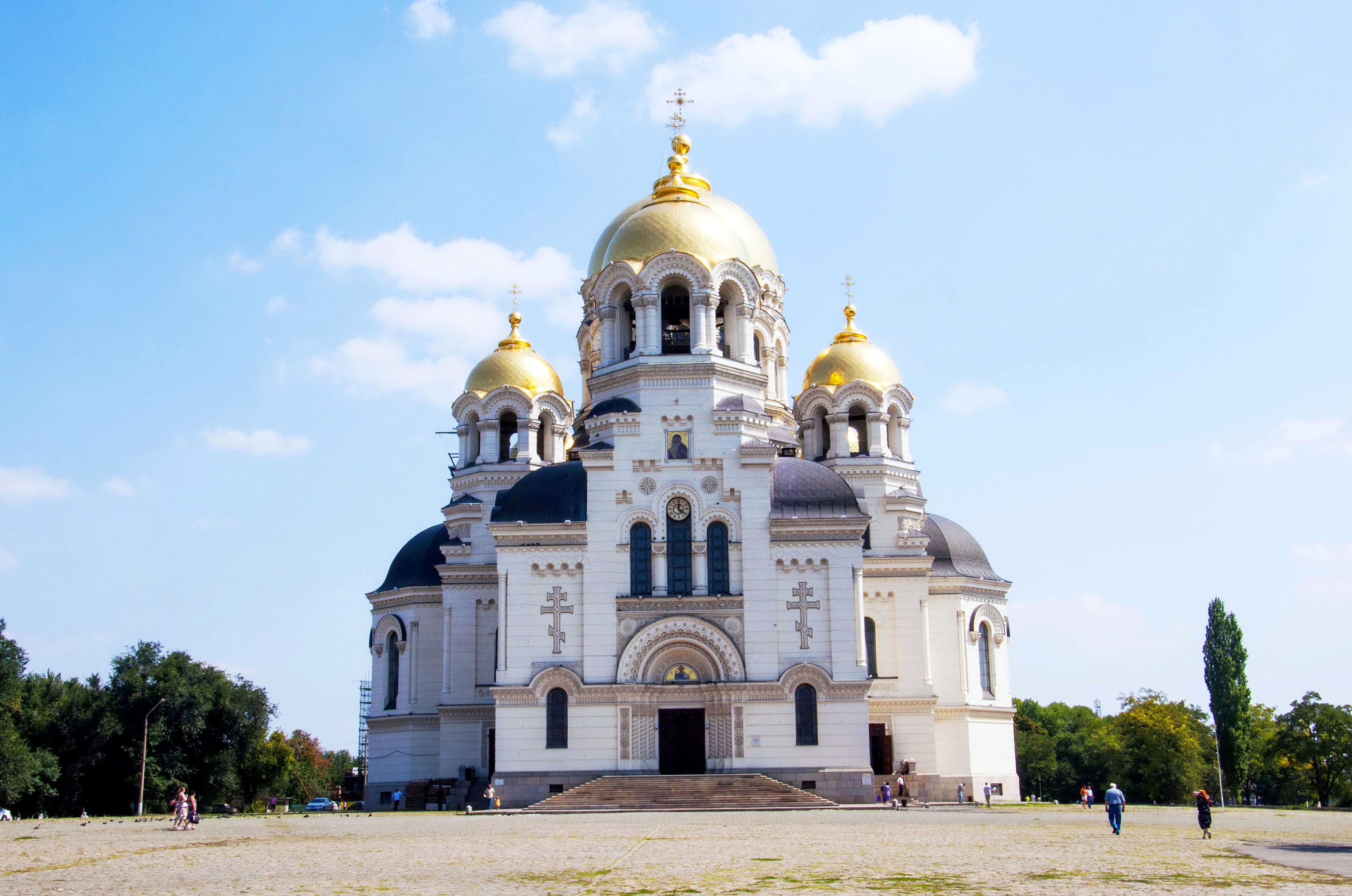
Вознесенский кафедральный собор в Новочеркасске

Константин Христофорович Лимаренко (20 апреля (2 мая) 1852 г., Херсонская губерния, Российская империя, — 8 мая 1919 г., Петроград, РСФСР) — российский генерал-лейтенант, военный инженер, архитектор, автор (соавтор) проектов и руководитель строительства православных соборов в Ковно и Новочеркасске.
Родился в 1852 году в семье потомственных дворян Херсонской губернии. Сестра Ольга была замужем за юристом и чиновником Федором Михайловичем Книповичем.
Константин Лимаренко на военной службе с 1874 года. Окончил 2-е военное Константиновское училище (1875) и Николаевскую инженерную академию (1882; по 1-му разряду). В 1882 году в чине штабс-капитана переведён в военные инженеры, в 1893 — капитан, 1891 — подполковник, 1895 — полковник. С 1886 по 1896 год — производитель работ Ковенского крепостного инженерного управления (27.02.1886 — 12.07.1896), в этой должности руководил постройкой ряда фортификационных сооружений Ковенской крепости и Ковенского гарнизонного собора (1891—1895), построенного по его же проекту. В 1896 году в связи со строительством кафедрального Вознесенского собора в Новочеркасске, сопровождавшимся многочисленными проблемами (первые две попытки строительства окончились частичными обрушениями), Лимаренко командирован в распоряжение войскового наказного атамана Войска Донского.
По результатам проверки стройки собора Лимаренко получил от военного министра указание переработать инженерную часть проекта Александра Ященко для облегчения конструкции и повышения её надежности, а в дальнейшем он руководил постройкой Новочеркасского войскового собора (завершена в 1904 году). На момент завершения строительства Вознесенский собор в Новочеркасске — третий по вместимости православный собор в Российской империи.
С 1905 года Лимаренко — генерал-майор, начальник инженеров Варшавской крепости (до 1911 года), в 1911—1912 годах — начальник инженеров Виленского ВО. Последняя известная должность — член общего присутствия комитета по устройству казарм Главного управления по квартирному довольствию войск (с марта 1914 года). На 6 декабра 1916 года — в том же чине и должности.
Скончался в Петрограде. Похоронен на кладбище Александро-Невской лавры. Предположительно сын Константин Константинович Лимаренко (1887—1942) скончался в блокадном Ленинграде. Сведений о других потомках нет.